# De arte gladiatoria dimicandi
De arte gladiatoria dimicandi è un trattato d'arme manoscritto del XV secolo di Filippo Vadi sull'arte della scherma medievale, che si occupa dell'utilizzo di spade a due mani, daghe, lance, bastoni, lotta corpo a corpo.
Il manoscritto fu redatto tra il 1482 e il 1487 e dedicato al duca Guidobaldo da Montefeltro. La presenza del manoscritto nella biblioteca ducale permette di ipotizzare che Filippo abbia vissuto per qualche tempo a Urbino, dove risiedeva un suo possibile parente, Benedetto Vadi di Fossombrone, giureconsulto dei duchi dal 1480 al 1516 sotto Guidobaldo da Montefeltro e successivamente sotto Francesco Maria I della Rovere. 
Le illustrazioni e le tecniche presenti nel trattato sono influenzate dall'opera di Fiore dei Liberi, autore del Flos duellatorum.
Il trattato venne citato nell'indice della biblioteca ducale di Urbino, fatto eseguire tra il 1482 e il 1487 da Ludovico Odasio, precettore del giovane duca, e non può essere quindi posteriore al 1487.
Sempre nel catalogo della biblioteca si trova l'annotazione che il testo non fu più trovato dopo la conquista della città da parte di Cesare Borgia nel 1502.
Il manoscritto è oggi conservato presso la Biblioteca Nazionale Centrale di Roma.